# Heterarmia ginfuensis
Heterarmia ginfuensis är en fjärilsart som beskrevs av Eugen Wehrli 1943. Heterarmia ginfuensis ingår i släktet Heterarmia och familjen mätare. Inga underarter finns listade i Catalogue of Life.